# Brianny
Brianny és un municipi francès, situat al departament de la Costa d'Or i a la regió de Borgonya - Franc Comtat. L'any 2007 tenia 117 habitants.

## Demografia

### Població
El 2007 la població de fet de Brianny era de 117 persones. Hi havia 42 famílies, de les quals 14 eren unipersonals (14 homes vivint sols), 9 parelles sense fills i 19 parelles amb fills.
La població ha evolucionat segons el següent gràfic:
Habitants censats

### Habitatges
El 2007 hi havia 62 habitatges, 42 eren l'habitatge principal de la família, 14 eren segones residències i 7 estaven desocupats. Tots els 62 habitatges eren cases. Dels 42 habitatges principals, 40 estaven ocupats pels seus propietaris i 2 estaven llogats i ocupats pels llogaters; 9 tenien tres cambres, 12 en tenien quatre i 21 en tenien cinc o més. 29 habitatges disposaven pel capbaix d'una plaça de pàrquing. A 17 habitatges hi havia un automòbil i a 23 n'hi havia dos o més.

### Piràmide de població
La piràmide de població per edats i sexe el 2009 era:
| Homes | Edats   | Dones |
| ----- | ------- | ----- |
| 0     | 95 o +  | 0     |
| 0     | 90 a 94 | 0     |
| 0     | 85 a 89 | 0     |
| 0     | 80 a 84 | 0     |
| 4     | 75 a 79 | 0     |
| 4     | 70 a 74 | 8     |
| 0     | 65 a 69 | 0     |
| 0     | 60 a 64 | 4     |
| 8     | 55 a 59 | 4     |
| 8     | 50 a 54 | 4     |
| 0     | 45 a 49 | 4     |
| 8     | 40 a 44 | 0     |
| 4     | 35 a 39 | 8     |
| 0     | 30 a 34 | 4     |
| 4     | 25 a 29 | 0     |
| 4     | 20 a 24 | 4     |
| 4     | 15 a 19 | 4     |
| 4     | 10 a 14 | 8     |
| 4     | 5 a 9   | 0     |
| 0     | 0 a 4   | 4     |

## Economia
El 2007 la població en edat de treballar era de 72 persones, 54 eren actives i 18 eren inactives. De les 54 persones actives 46 estaven ocupades (24 homes i 22 dones) i 7 estaven aturades (2 homes i 5 dones). De les 18 persones inactives 3 estaven jubilades, 9 estaven estudiant i 6 estaven classificades com a «altres inactius».
Activitats econòmiques
Dels 2 establiments que hi havia el 2007, 1 era d'una empresa de construcció i 1 d'una empresa de comerç i reparació d'automòbils.
L'únic servei als particulars que hi havia el 2009 era una fusteria.
L'únic establiment comercial que hi havia el 2009 era una botiga de mobles.
L'any 2000 a Brianny hi havia 10 explotacions agrícoles que ocupaven un total de 496 hectàrees.

## Poblacions més properes
El següent diagrama mostra les poblacions més properes.